# Tiglinaldehyd
Tiglinaldehyd ist eine chemische Verbindung aus der Gruppe der Aldehyde mit einer zusätzlichen Doppelbindung.

## Vorkommen
Tiglinaldehyd kommt natürlich in Guajakharz, Geraniumöl und anderen Naturstoffen vor.

## Gewinnung und Darstellung
Die Verbindung kann durch Reaktion von Acetaldehyd und Propionaldehyd gewonnen werden. Außerdem isomerisiert sie aus Angelicaaldehyd.

## Eigenschaften
Tiglinaldehyd ist eine leicht entzündbare, farblose bis gelbliche geruchlose Flüssigkeit, die praktisch unlöslich in Wasser ist.

## Verwendung
Tiglinaldehyd wird als Zwischenprodukt zur Herstellung anderer chemischer Verbindungen verwendet.

## Sicherheitshinweise
Die Dämpfe von Tiglinaldehyd können mit Luft ein explosionsfähiges Gemisch (Flammpunkt ca. 13 °C) bilden.